# Estación de Feria de Madrid
Feria de Madrid (anteriormente Campo de las Naciones, 1998-2017) es una estación de la línea 8 del Metro de Madrid situada bajo la avenida del Partenón y junto a los recintos feriales de IFEMA, que dan nombre a la estación, en el Campo de las Naciones del madrileño distrito de Barajas.

## Historia
La estación, llamada Campo de las Naciones desde su inauguración hasta junio de 2017, cuenta con un andén central y, a cada lado de la vía, se muestra un gran mural que ocupa todo lo largo de la estación, realizado por Luis Sardá y Carlos Alonso con el título "Rostros de las naciones, una sola bandera", que unifica todas las banderas del mundo. La estación se abrió al público el 24 de junio de 1998 con el primer tramo de la línea. La estación fue final de línea hasta el 14 de junio de 1999, cuando la línea se amplió hasta la entonces denominada estación de Aeropuerto. El 7 de junio de 2017, Metro de Madrid anunció que a partir del día 26 de junio de 2017 la estación pasaría a denominarse Feria de Madrid, un cambio que "permitirá al usuario asociar más fácilmente la ubicación de los Recintos Feriales de IFEMA".

## Accesos
Vestíbulo Feria de Madrid
- Avda. Capital de España - Madrid Avda. Capital de España - Madrid, 13
- Feria de Madrid, pabellones, impares Avda. Partenón, 5. Para Ifema
- Feria de Madrid, pabellones, pares Avda. Partenón, s/n
- Ascensor Avda. Partenón, 5

## Líneas y conexiones

### Metro

Mapa de los accesos al Metro y los recorridos y paradas de las líneas de autobús en la zona de la estación.

| << cabecera        | < estación     | línea | estación >          | cabecera >>   |
| ------------------ | -------------- | ----- | ------------------- | ------------- |
| Nuevos Ministerios | Mar de Cristal |       | Aeropuerto T1-T2-T3 | Aeropuerto T4 |

### Autobuses
| Diurnos   |                        |                                                     |
| Línea     | Destino                | Parada                                              |
| 73        | Diego de León          | 407 FERIA DE MADRID (Entrada Principal) (Cabecera)  |
| SE709     | Hospital Isabel Zendal | 407 FERIA DE MADRID (Entrada Principal) (Cabecera)  |
| 112       | Barrio del Aeropuerto  | 4915 FERIA DE MADRID (Av. Partenón, 12)             |
| 112       | Mar de Cristal         | 5097 FERIA DE MADRID (Av. Cap. de España - Madrid)  |
| 122       | Avenida de América     | 5827 FERIA DE MADRID (Entrada Principal) (Cabecera) |
| Nocturnos |                        |                                                     |
| Línea     | Destino                | Parada                                              |
| N3        | Cibeles                | 5827 FERIA DE MADRID (Entrada Principal) (Cabecera) |

| Diurnos |                                   |                                                 |                |
| Línea   | Destino                           | Parada                                          | Operador       |
| 828     | Alcobendas - Universidad Autónoma | 4915 PARTENÓN-CAMPO NACIONES (Av. Partenón, 12) | Empresa Montes |
| 828     | Madrid (Canillejas)               | 5827 PARTENÓN-CAMPO NACIONES (Av. Partenón, 5)  | Empresa Montes |